# 타티야나 미니나
타티야나 알렉세예브나 미니나(러시아어: Татья́на Алексе́евна Ми́нина, 1997년 4월 18일~)는 러시아의 태권도 선수로 결혼 전 성은 쿠다쇼바(러시아어: Кудашо́ва)이다. 2020년 하계 올림픽 은메달, 세계 선수권 대회에서 2회 준우승, 유럽 선수권 대회에서 3회 우승을 달성했다.